# Edmund Cieślak

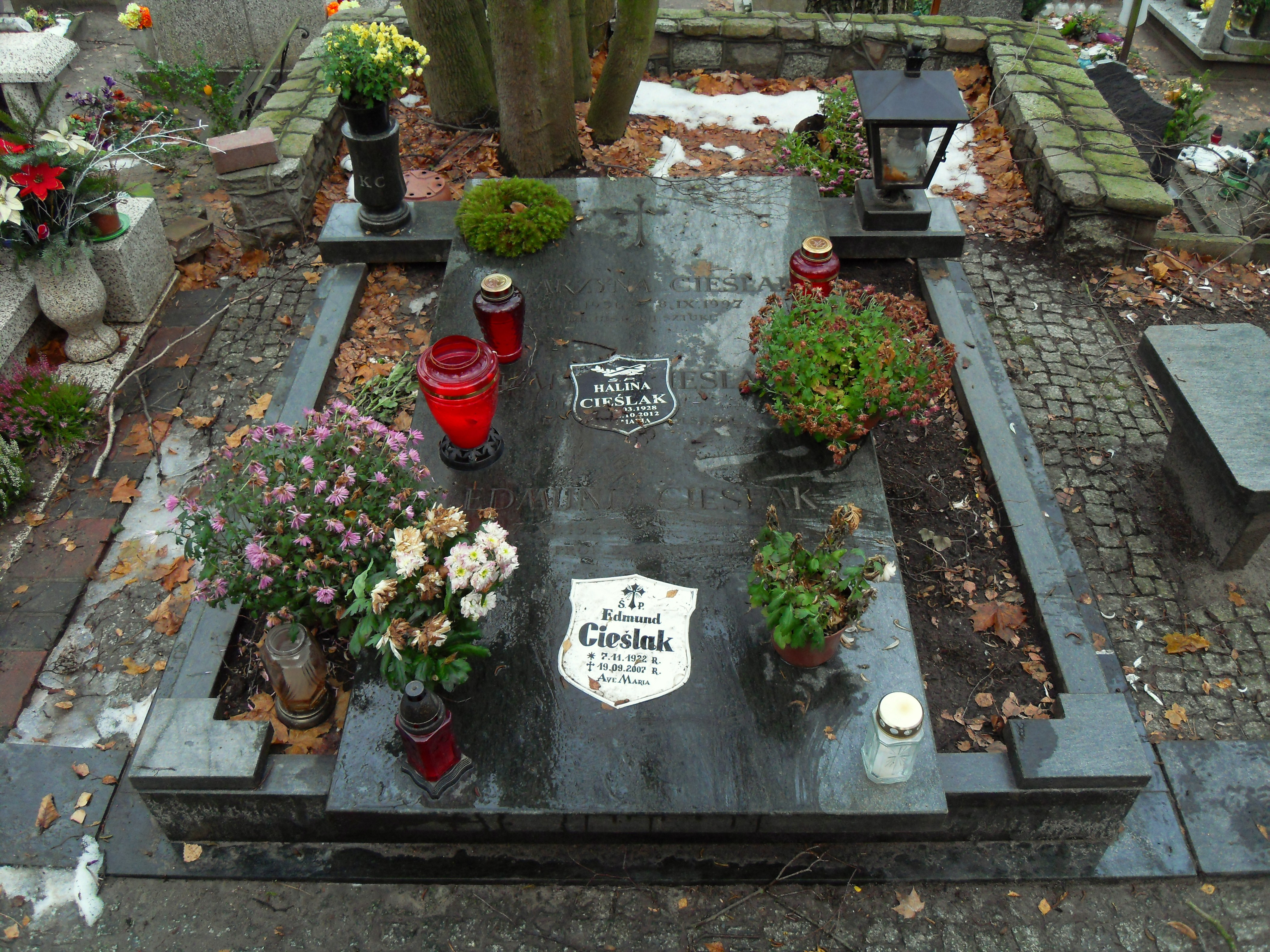
Grób na cmentarzu Srebrzysko

Edmund Cieślak (ur. 7 listopada 1922 w Toruniu, zm. 19 września 2007 w Gdańsku) – polski profesor historii, specjalizujący się w historii strefy bałtyckiej, historii XVII i XVIII wieku.

## Życiorys
Urodził się w rodzinie Stanisława (zm. 1927), urzędnika w Toruniu, i Pelagii z domu Krupka. Miał czworo rodzeństwa. Brat Tadeusz był prawnikiem i historykiem. W 1939 roku, w Gimnazjum im. Mikołaja Kopernika w Toruniu uzyskał tzw. małą maturę.
W czasie okupacji niemieckiej pracował jako robotnik. W 1944 roku został aresztowany i wywieziony na roboty przymusowe do Niemiec.
Po wyzwoleniu dotarł do Francji. W 1946 roku zdał maturę w Polskim Liceum im. Cypriana Norwida w Villard-de-Lans, następnie w latach 1946–1948 studiował prawo i historię na uniwersytecie w Lille. Po powrocie do kraju kontynuował studia prawnicze na Uniwersytecie Mikołaja Kopernika w Toruniu, gdzie uzyskał magisterium w 1949 roku, a następnie w 1950 roku doktorat na podstawie rozprawy pt. Z zagadnień prawnych hanzeatyckiego handlu i transportu morskiego na tle stosunków społeczno-gospodarczych do końca XV w.
Od października 1949 roku pracował jako asystent, a następnie adiunkt na Uniwersytecie Mikołaja Kopernika. Od 1 stycznia 1953 roku pracował w Instytucie Historii PAN. W 1954 roku został mianowany docentem, w 1963 – profesorem nadzwyczajnym, a w 1974 – profesorem zwyczajnym. Od 1 stycznia 1955 roku w Gdańsku, gdzie zorganizował Pracownię Gdańską Zakładu Historii Pomorza (aktualnie Zakład Dziejów Pomorza z Pracownią Historii Gdańska i Dziejów Morskich Polski). Placówką kierował do przejścia na emeryturę, tj. 31 grudnia 1992 roku. Był dziekanem Wydziału Humanistycznego Wyższej Szkoły Pedagogicznej w Gdańsku. Członek Polskiej Akademii Umiejętności (PAU), na wydziale Historyczno-Filozoficznym.
Od 1948 roku członek ZMP, w latach 1957–1990 członek PZPR. Przewodniczył Wojewódzkiemu Komitetowi FJN (1973–1981), był radnym Wojewódzkiej Rady Narodowej (1976–1980).
W 1978 roku otrzymał tytuł członka honorowego Zrzeszenia Kaszubsko-Pomorskiego. 10 października 1995 roku został mu nadany tytuł doktora honoris causa Uniwersytetu Gdańskiego.
Od 1955 roku był mężem Haliny z domu Kozioł (1928–2012), polonistki. Ojciec Katarzyny, historyczki sztuki.
Zmarł w Gdańsku, pochowany 26 września 2007 roku na cmentarzu Srebrzysko (rejon I, kwatera TAR II-Skarpa-26/27).

## Książki (autorstwa lub współtworzone)
- Dzieje Gdańska, Edmund Cieślak, Czesław Biernat. Wydawnictwo Morskie Gdańsk, 1969.
- Edmund Cieślak, Résidents français à Gdańsk au XVIIIe siècle. Leur rôle dans les relations franco-polonaises. Warszawa P.W.N. 1969. Conférence faite le 5 décembre 1967 à Paris (Centre Scientifique de l'Académie Polonaise des Sciences sous la présidence de M. Jean Fabre, professeur à la Sorbonne, président de la "Société du XVIIIe Siècle").
- Historia budownictwa okrętowego na Wybrzeżu Gdańskim, praca zbiorowa pod red. Edmunda Cieślaka. Wydawnictwo Morskie Gdańsk, 1972.
- Historia Gdańska. T.1, do roku 1454, pod red. Edmunda Cieślaka i Józef Rumiński. Wydawnictwo Morskie Gdańsk, 1978.
- Historia Gdańska. T.2, 1454–1655, pod red. Edmunda Cieślaka. Wydawnictwo Morskie Gdańsk, 1985.
- Historia Gdańska. T.3 Cz.1, 1655–1793, oprac.: Edmund Cieślak [et al.] / pod red. Edmunda Cieślaka. Wydano: Gdańsk : [b.w.], 1993.
- Historia Gdańska. T.3 Cz.2, 1793–1815, oprac.: Czesław Biernat [et al.] / pod red. Edmunda Cieślaka. Wydano: Gdańsk : [b.w.], 1993.
- Raporty rezydentów francuskich w Gdańsku w XVIII wieku (1715–1719), wyd.: Edmund Cieślak i Józef Rumiński. Gdańskie Towarzystwo Naukowe. Gdańsk, 1964.

## Ordery i odznaczenia
- Krzyż Oficerski Orderu Odrodzenia Polski (1973)
- Krzyż Kawalerski Orderu Odrodzenia Polski (1964)
- Medal 30-lecia Polski Ludowej
- Medal Księcia Mściwoja II (23 kwietnia 1998)[3]
- Odznaka honorowa „Zasłużonym Ziemi Gdańskiej” (1971)
- Odznaka „Za Zasługi dla Gdańska”

Źródło:.

## Nagrody
- Nagroda Naukowa Miasta Gdańska za całokształt dorobku naukowego w zakresie historii Gdańska (1961)
- Nagroda Przewodniczącego Prezydium WRN w Gdańsku za działalność naukową i upowszechnianie nauki (1971)
- Nagrody Miasta Gdańska w Dziedzinie Kultury „Splendor Gedanensis” (1984)[8]
- Nagroda Naukowa Miasta Gdańska im. Jana Heweliusza (1993)[9]
- Nagroda Prezydenta Miasta Gdańska w Dziedzinie Kultury (2000)[10]

## Upamiętnienie
Od 10 października 2019 roku jedna z ulic w Gdańsku-Jasieniu nosi imię prof. Edmunda Cieślaka.
19 września 2024 roku, na ścianie kamienicy przy ulicy gen. Józefa Fiszera 7 we Wrzeszczu odsłonięto tablicę poświęconą prof. Edmundowi Cieślakowi i jego córce dr Katarzynie Cieślak.